# Andrew J. Pelak Jr.

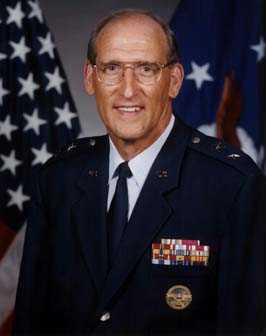
Andrew J. Pelak Jr

 Andrew J. Pelak Jr  (* 7. August 1946 in Newark, Essex County, New Jersey; † 6. Mai 2021 in O’Fallon, St. Clair County, Illinois) war ein Generalmajor der United States Air Force. Er war unter anderem Kommandeur der 2. Luftflotte (Second Air Force).
Er besuchte die öffentlichen Schulen seiner Heimat, einschließlich der East Orange High School, und dann das Lafayette College in Pennsylvania. Über die Officer Training School auf der Lackland Air Force Base in Texas gelangte er im Jahr 1969 in das Offizierskorps der United States Air Force. Dort durchlief er anschließend alle Offiziersränge vom Leutnant bis zum Zwei-Sterne-General.
Im Lauf seiner militärischen Karriere absolvierte er verschiedene Kurse und Schulungen. Dazu gehörten unter anderem eine Ausbildung zum Piloten, wobei er später nicht als solcher tätig war; die Squadron Officer School auf der Maxwell Air Force Base in Alabama; das Air Command and Staff College, ebenfalls auf der Maxwell AFB, und das National War College in Fort Lesley J. McNair, Washington, D.C. Außerdem erhielt er akademische Grade von der Central Michigan University und der Webster University.
In seinen frühen Jahren als Offizier der Luftwaffe war er an verschiedenen Stützpunkten stationiert. Dabei war er vor allem als Stabsoffizier bei unterschiedlichen Einheiten tätig. Dazwischen absolvierte er die erwähnten Schulungen. Als Stabsoffizier war er unter anderem im Hauptquartier der Air Force tätig. Zwischen Februar 1973 und März 1974 führte ihn eine Auslandsversetzung zur Nakhon Phanom Royal Thai Air Force Base in Thailand. Anschließend setzte er seine Laufbahn in den Vereinigten Staaten fort.
Zwischen Oktober 1990 und Oktober 1991 leitete er auf der Scott Air Force Base in Illinois die Stabsabteilung für Personal beim Military Air Lift Command, einer Vorgängerorganisation des wenig später gegründeten Air Mobility Commands. Zwischen Oktober 1991 und Januar 1994 leitete er im Hauptquartier der Air Force die Abteilung, die sich mit Angelegenheiten von Offizieren im Generalsrang befasste (chief, Air Force General Officer Matters). Anschließend verblieb er bis zum November 1995 beim Stab des Luftwaffenhauptquartiers. Dabei war er Unterabteilungsleiter für Personalangelegenheiten (director, military personnel policy) in dessen Stabsabteilung für Personal.
Als Nächstes erhielt er das Kommando über das 81. Ausbildungsgeschwader, das er zwischen November 1995 und August 1997 innehatte. Das Geschwader unterstand der 2. Luftflotte und war wie diese auf der Keesler Air Force Base in Mississippi stationiert. Am 1. August 1997 übernahm Andrew Pelak Jr. dort als Nachfolger von Lance W. Lord das Kommando über die 2. Luftflotte (Second Air Force). Dieses Amt bekleidete er bis zum 25. August 2000, als er von John F. Regni abgelöst wurde. Anschließend schied er aus dem aktiven Militärdienst aus.
Nach seiner Pensionierung war er als Immobilienmakler tätig (ReMax real estate broker). Der mit Arlene Malacarne verheiratete Offizier starb am 6. Mai 2021.

## Daten der Beförderungen
| Abzeichen | Rang               | Jahr              |
| --------- | ------------------ | ----------------- |
|           | Second Lieutenant  | 15. Mai 1969      |
|           | First Lieutenant   | 15. November 1970 |
|           | Captain            | 15. Mai 1972      |
|           | Major              | 1. Juni 1980      |
|           | Lieutenant Colonel | 1. März 1984      |
|           | Colonel            | 1. August 1989    |
|           | Brigadier General  | 1. August 1994    |
|           | Major General      | 1. August 1997    |

## Orden und Auszeichnungen
Andrew Pelak erhielt im Lauf seiner militärischen Laufbahn unter anderem folgende Auszeichnungen:
- Air Force Distinguished Service Medal
- Defense Superior Service Medal
- Legion of Merit
- Bronze Star Medal
- Defense Meritorious Service Medal
- Meritorious Service Medal
- Air Force Commendation Medal
- Joint Service Achievement Medal